# Charles Jacobus
 (février 2024).
Si vous disposez d'ouvrages ou d'articles de référence ou si vous connaissez des sites web de qualité traitant du thème abordé ici, merci de compléter l'article en donnant les références utiles à sa vérifiabilité et en les liant à la section « Notes et références ».
Charles Jacobus, né le 1er mai 1840 à Seneca et mort le 24 novembre 1922 à Waukesha, est un joueur et dirigeant américain de roque et un journaliste sportif. 
Il est considéré comme le père du roque, une variante américaine du croquet. Il rédige les règles officielles du roque pour la Fédération américaine de roque dont il fait partie. Il est rédacteur du Spalding's Official Croquet Rogue Guide pendant plusieurs années.
Jacobus remporte son seul titre national en 1885. En 1889, il impose le nom de roque à tous les clubs américains de croquet. Il est l'unique champion olympique de sa discipline, lors des Jeux olympiques d'été de 1904 à Saint-Louis, avec cinq victoires et une seule défaite contre le médaillé d'argent Smith Streeter.